# Julia Kröhn

Julia Kröhn, enero de 2007

Julia Kröhn ( 1975 en Linz, Austria) es una novelista austriaca.
Kröhn estudió Historia, Filosofía, Teología y pedagogía de la Religión. Trabaja como periodista en una cadena de TV en Fráncfort del Meno y en paralelo se dedica a la producción de novela histórica.
También es conocida por usar muchos pseudónimos para escribir novelas: Sophia Cronberg, Leah Cohn; Carla Federico; Katharina Till; Kiera Brennan.

## Obras
- Engelsblut, btb Verlag München 2005, ISBN 3-442-73339-1
- Die Chronistin, btb Verlag München 2006, ISBN 3-442-73591-2
- Die Regentin, btb Verlag München, 2007, ISBN 3-442-73658-7
- Die Tochter des Ketzers, btb Verlag München, 2007, ISBN 3-442-73709-5
- Das Geständnis der Amme, btb Verlag München, 2008, ISBN 3-442-73861-X
- Die Gefährtin des Medicus, btb Verlag München, 2009, ISBN 3-442-73900-4

- Datos: Q88741
- Multimedia: Julia Kröhn / Q88741

## Enlaces
- en alemán